# Матрах
Ма́трах — город, центр вилайета в минтаке Маскат Султаната Оман. Входит в состав «большого Маската», располагаясь в его восточной части, на берегу Оманского залива. Население 234 226 человек (2016).
До открытия нефти Матрах являлся торговым центром Омана. Торговля до сих пор поддерживается в Матрахе как одном из крупнейших морских портов в регионе. Город украшает набережная Курнейш и два сада: Риям и Кальбух. Главная мечеть — мечеть Пророка.
Рынок Сук Матрах — это местное название рынка. Рынок Матраха — один из старейших рынков в Омане. Он расположен рядом с гаванью Маскат. Несколько веков назад, в эпоху парусного флота, рынок торговли процветал, поскольку был стратегически важен на пути в Индию и Китай. Он был назван в честь темноты, которую создавали переполненные прилавки, и куда днем не проникали солнечные лучи. Название рынка было взято специально из той части, которая простирается от мечети Аль Лаватия до Хур Бимбы, где было действительно много магазинов, а узкие улочки не пропускали солнечный свет. Рынок был источником снабжения для жителей Омана, где они могли приобрести все необходимое в середине 20-го века. Большинство товаров было импортировано, на рынке можно было купить фрукты, овощи, текстиль и финики.

## Климат
Климат в Матрахе зимой теплый, летом — жаркий. Дожди редкие. Влажность вблизи моря высокая, особенно с мая по сентябрь. Наиболее подходящее время для туризма — с октября по конец марта.

## Ссылки

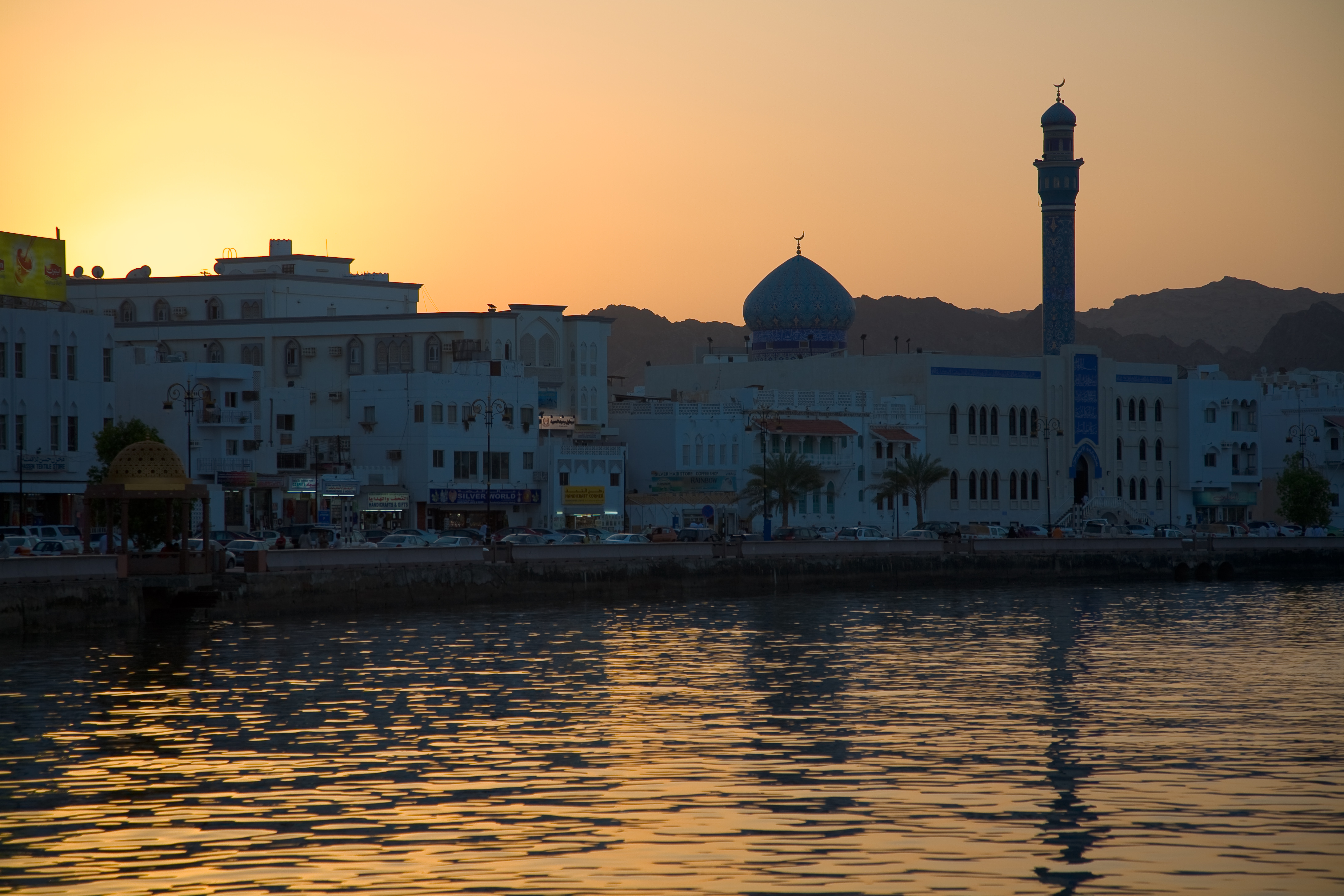
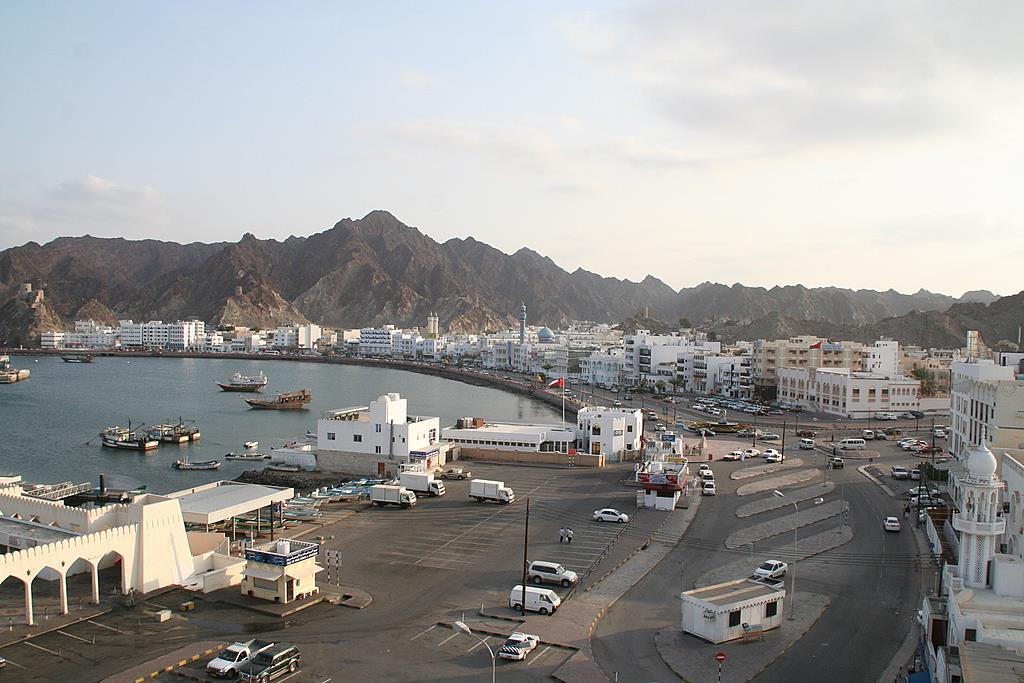
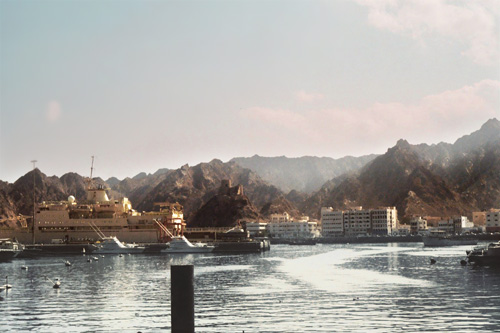
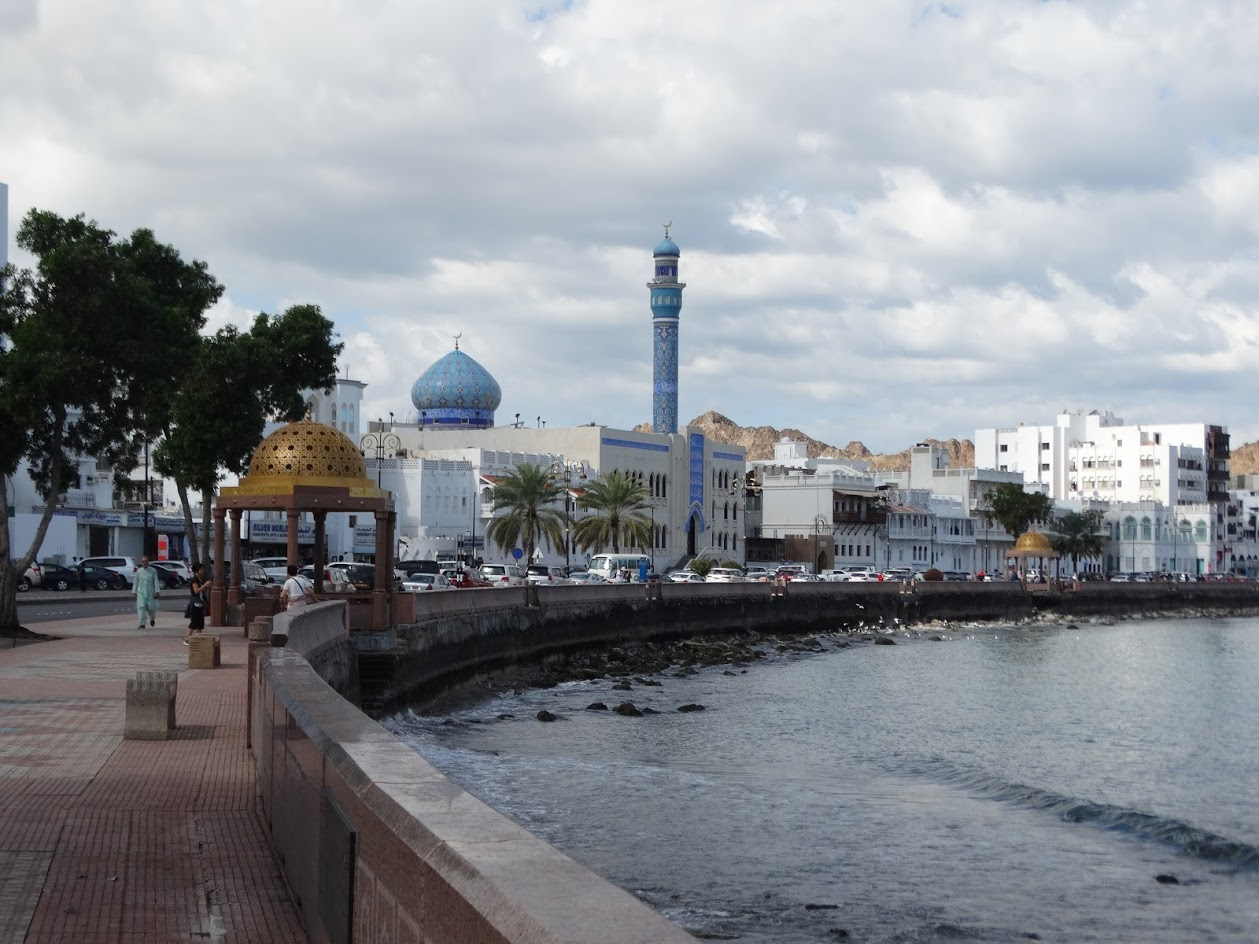
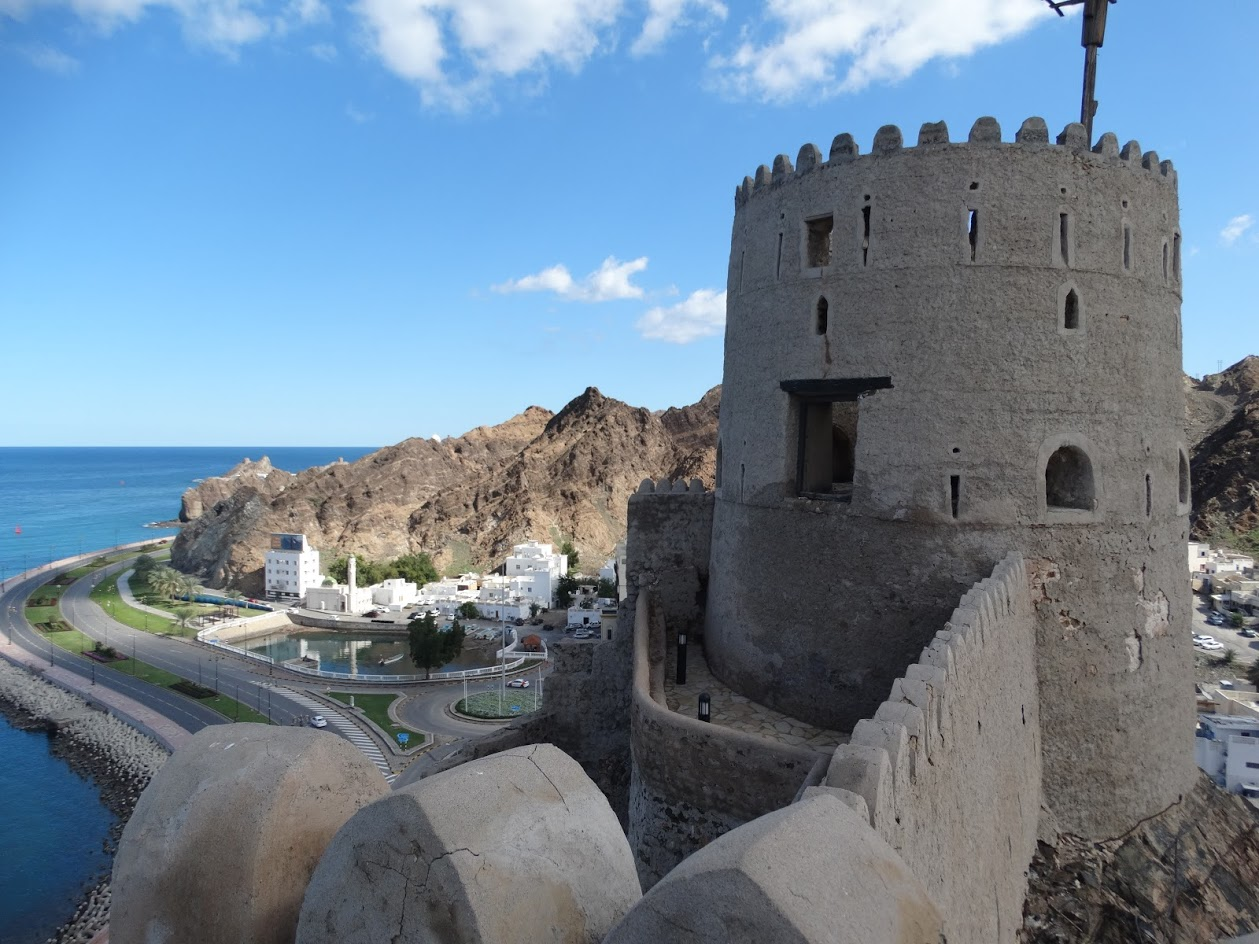
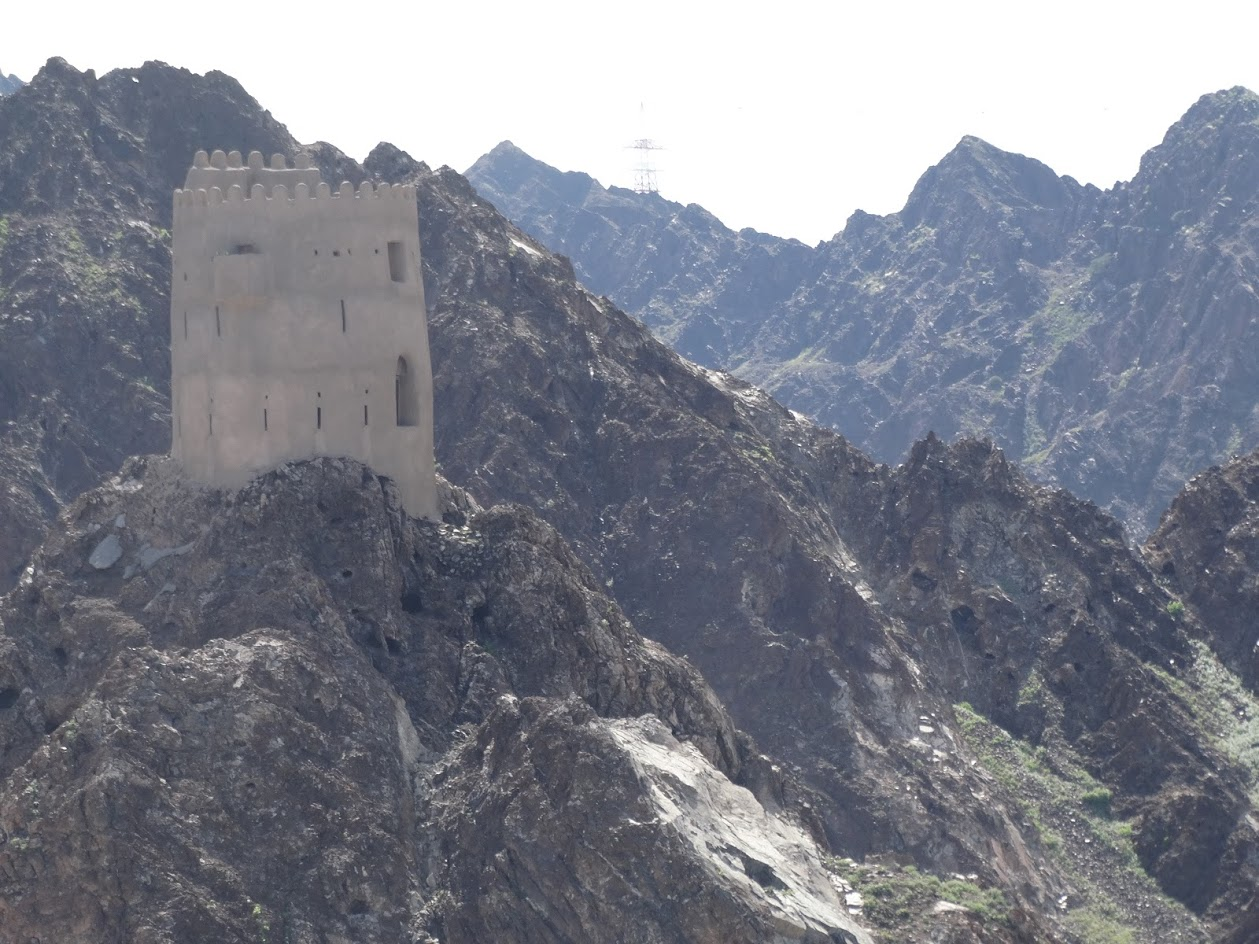
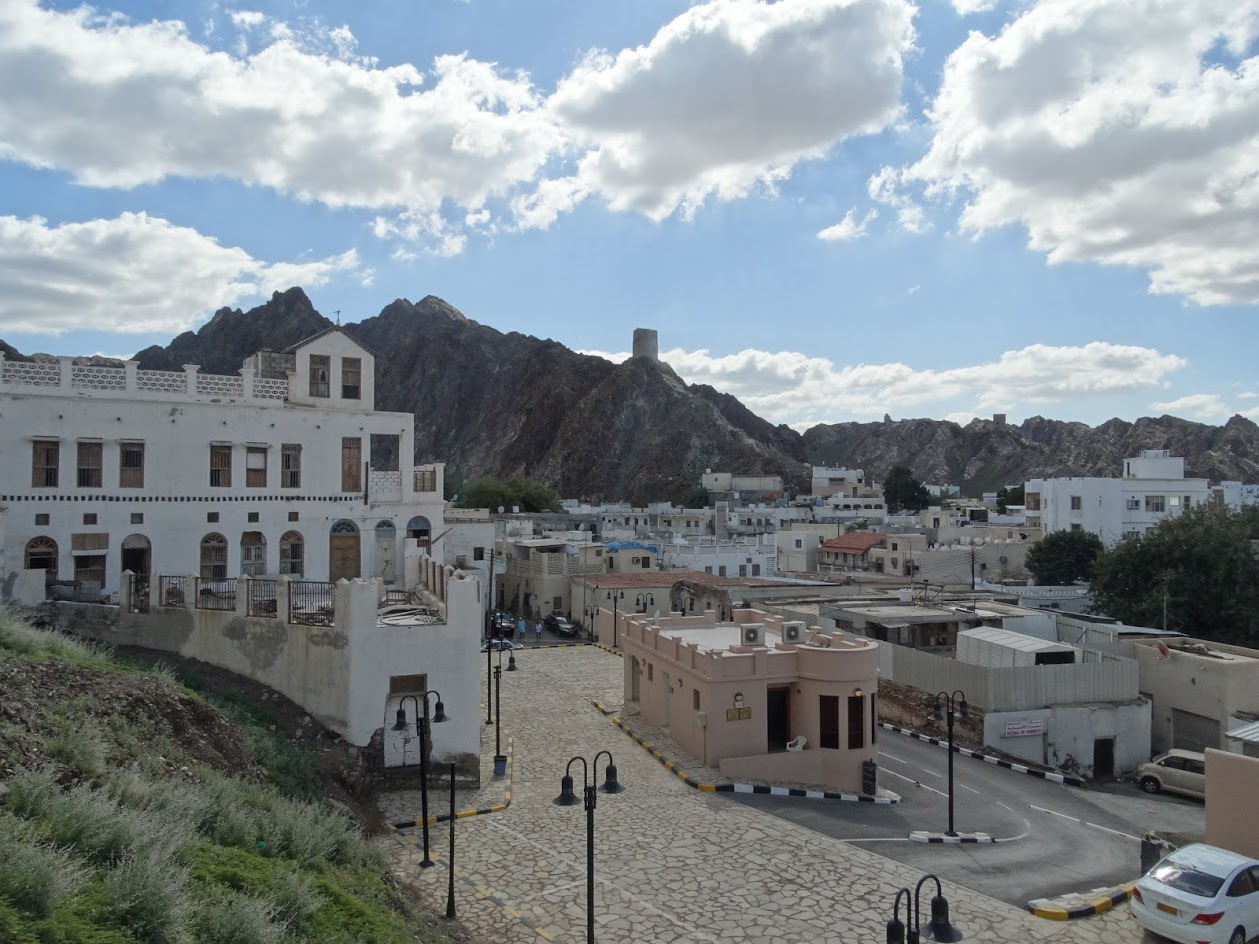
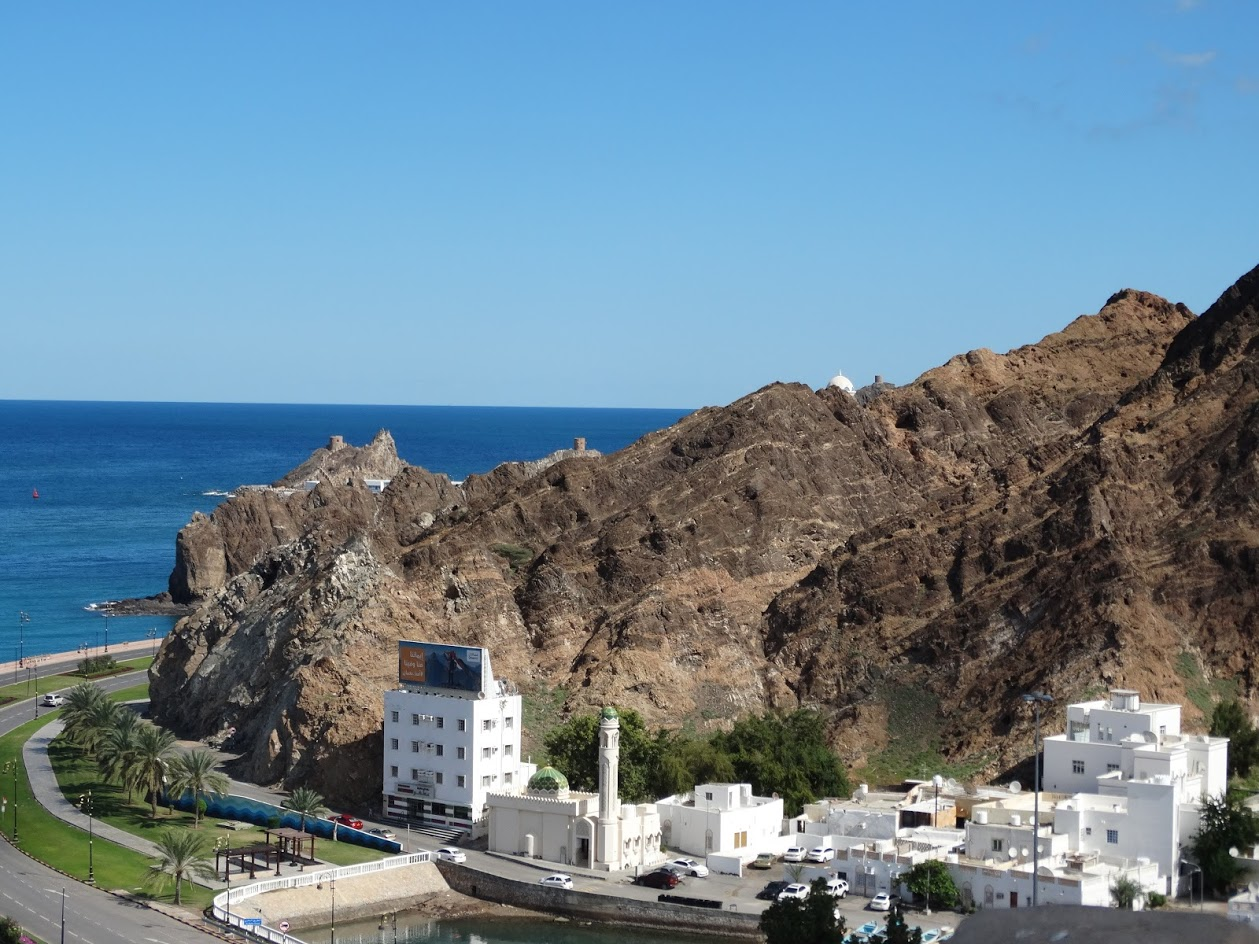